# Rüdesheimer Aue
Rüdesheimer Aue este o arie protejată (arie specială de conservare — SAC, sit de importanță comunitară — SCI) din Germania întinsă pe o suprafață de 7,55 ha, integral pe uscat.

## Localizare
Centrul sitului Rüdesheimer Aue este situat la coordonatele 49°58′32″N 7°56′24″E / 49.9756°N 7.94°E.

## Înființare
Situl Rüdesheimer Aue a fost declarat sit de importanță comunitară în aprilie 1999 pentru a proteja 24 de specii de animale. Situl a fost protejat și ca arie specială de conservare în martie 2008.

## Biodiversitate
Situată în ecoregiunea continentală, aria protejată conține 2 habitate naturale: Păduri aluvionare cu Alnus glutinosa și Fraxinus excelsior (Alno-Padion, Alnion incanae, Salicion albae), Păduri mixte riverane de Quercus robur, Ulmus laevis și Ulmus minor, Fraxinus excelsior sau Fraxinus angustifolia, de-a lungul marilor râuri (Ulmenion minoris).
La baza desemnării sitului se află mai multe specii protejate de  păsări (24): fluierar de munte (Actitis hypoleucos), pescăruș albastru (Alcedo atthis), rață mică (Anas crecca crecca), Anser albifrons albifrons, gâscă cenușie (Anser anser), gâscă de semănătură (Anser fabalis), Ardea cinerea cinerea, rață-cu-cap-castaniu (Aythya ferina), rața moțată (Aythya fuligula), Bucephala clangula, fugaci de țărm (Calidris alpina), fugaci roșcat (Calidris ferruginea), lebădă de iarnă (Cygnus cygnus), ferestraș mic (Mergus albellus), Mergus merganser merganser, Mergus serrator, gaia neagră (Milvus migrans), vultur pescar (Pandion haliaetus), cormoran mare (Phalacrocorax carbo carbo), bătăuș (Philomachus pugnax), Podiceps cristatus cristatus, Podiceps grisegena grisegena, fluierarul cu picioare roșii (Tringa totanus), nagâț (Vanellus vanellus).
Pe lângă speciile protejate, pe teritoriul sitului au mai fost identificate 1 specie de plante, 2 specii de nevertebrate.